# 東道盆
東道盆（とぅんだーぶん）は、琉球王国の宮廷料理「五段のお取持」（ぐだんぬぅうとぅいむち）の料理の一つ。また、それを盛りつける漆塗の蓋付きの盆のこと。

## 東道盆の器
琉球漆器製の、上から見た形は六角形の盆状の器で、料理の乾燥を防ぐための共蓋が付いている。中は中心に盆をそのまま小さくした六角形（或いは丸形）のスペースがあり、周囲に器の辺に応じた6つの仕切があり、合計7区画に分かれている。
宴会料理の器であるため豪華な装飾が施されるのが通例であり、螺鈿や堆錦などの細工が施された。

## 東道盆の料理
「五段のお取持」は中国（明や清）からの答礼使である「御冠船」（うかんしん）の接待料理、御冠船料理に、薩摩藩の影響下で導入された本膳料理の影響を受けて発達した料理であるが、東道盆は「五段のお取持」の二の膳と三の膳の間に酒（泡盛）のつまみとして出された料理で、オードブルに相当する。

### 献立
多少異同はあるが、だいたい以下のような物が盛りつけられる。
- ミヌダル：豚ロース肉をすりゴマやみりんで作ったタレにつけ込み、蒸し焼きした物
- ポーポー：味噌餡（アンダンスー）を中心にしてくるくると巻いて仕上げたクレープ状の料理。中華料理から伝来した料理といわれる。
- チギアギー：「つけ揚げ」ともいう。本土でいう薩摩揚げのこと。
- クーブマチ：昆布巻。見た目は日本本土の物と同じだが、芯に豚肉を使う場合がある。
- 花イカ：コウイカを飾り切りし、周囲を食紅などで染めた物。細工には高度な包丁捌きが必要とされ、料理人の腕の見せ所であったとも。
- 田芋の唐揚げ：「田芋」（たーんむ）を輪切りにしてから揚げし、醤油と砂糖を混ぜた付けダレにくぐらせる。
- ゴーヤーふくみー：ニガウリの天ぷら。ちなみに昔の沖縄県では魚や肉の衣揚げを「天ぷら」野菜天ぷらは「ふくみー」といい、厳密な区分があった。現在でも単に「天ぷら」といえば、白身魚の切り身の天ぷらを指すことが多い。